# Mãn Đức
Mãn Đức là thị trấn huyện lỵ của huyện Tân Lạc, tỉnh Hòa Bình, Việt Nam.

## Địa lý
Thị trấn Mãn Đức nằm gần trung tâm huyện Tân Lạc, có vị trí địa lý:
- Phía đông giáp huyện Cao Phong
- Phía tây giáp xã Nhân Mỹ
- Phía nam giáp xã Tử Nê
- Phía bắc giáp xã Mỹ Hòa.

Thị trấn Mãn Đức có diện tích 40,01 km², dân số năm 2018 là 14.655 người, mật độ dân số đạt 366 người/km². Quốc lộ 12B và quốc lộ 6 chạy qua địa bàn thị trấn.

## Lịch sử
Địa bàn thị trấn Mãn Đức hiện nay trước đây vốn là hai xã Mãn Đức và Quy Hậu thuộc huyện Tân Lạc.
Xã Mãn Đức và xã Quy Hậu được thành lập vào ngày 22 tháng 1 năm 1957 trên cơ sở một phần diện tích và dân số của xã Đoàn Kết cũ. Khi mới thành lập, hai xã trực thuộc huyện Lạc Sơn.
Ngày 15 tháng 10 năm 1957, huyện Tân Lạc được thành lập, xã Mãn Đức và xã Quy Hậu chuyển sang trực thuộc huyện Tân Lạc.
Ngày 19 tháng 3 năm 1988, Hội đồng Bộ trưởng ban hành Quyết định số 49-HĐBT. Theo đó, tách các xóm Chiềng và Minh Khai của xã Mãn Đức với 205 ha diện tích tự nhiên và 1.921 người; xóm Tân Hồng của xã Quy Hậu với 12,1 ha diện tích tự nhiên và 169 người để thành lập thị trấn Mường Khến, thị trấn huyện lỵ huyện Tân Lạc.
Sau khi thành lập, thị trấn Mường Khến có 217,1 ha diện tích tự nhiên và 2.090 người. Xã Mãn Đức còn lại 2.121,87 ha diện tích tự nhiên và 3.502 người, gồm 6 xóm: Ban, Bui, Định, Đồng, Phoi, Rừng. Xã Quy Hậu còn lại 2.223,4 diện tích tự nhiên và 1.992 người, gồm 7 xóm: Bày, Bậy, Công, Dom, Khang, Trớ, Văn Đại.
Đến năm 2018, thị trấn Mường Khến có diện tích 4,00 km², dân số là 4.828 người, mật độ dân số đạt 1.207 người/km². Xã Mãn Đức có diện tích 16,26 km², dân số là 4.771 người, mật độ dân số đạt 293 người/km². Xã Quy Hậu có diện tích 19,75 km², dân số là 5.056 người, mật độ dân số đạt 256 người/km².
Ngày 17 tháng 12 năm 2019, Ủy ban Thường vụ Quốc hội ban hành Nghị quyết số 830/NQ-UBTVQH14 về việc sắp xếp các đơn vị hành chính cấp huyện, cấp xã thuộc tỉnh Hòa Bình (nghị quyết có hiệu lực từ ngày 1 tháng 1 năm 2020). Theo đó, sáp nhập toàn bộ diện tích và dân số của hai xã Mãn Đức và Quy Hậu vào thị trấn Mường Khến để thành lập thị trấn Mãn Đức.